# Carlos Henrique Fernández Coto

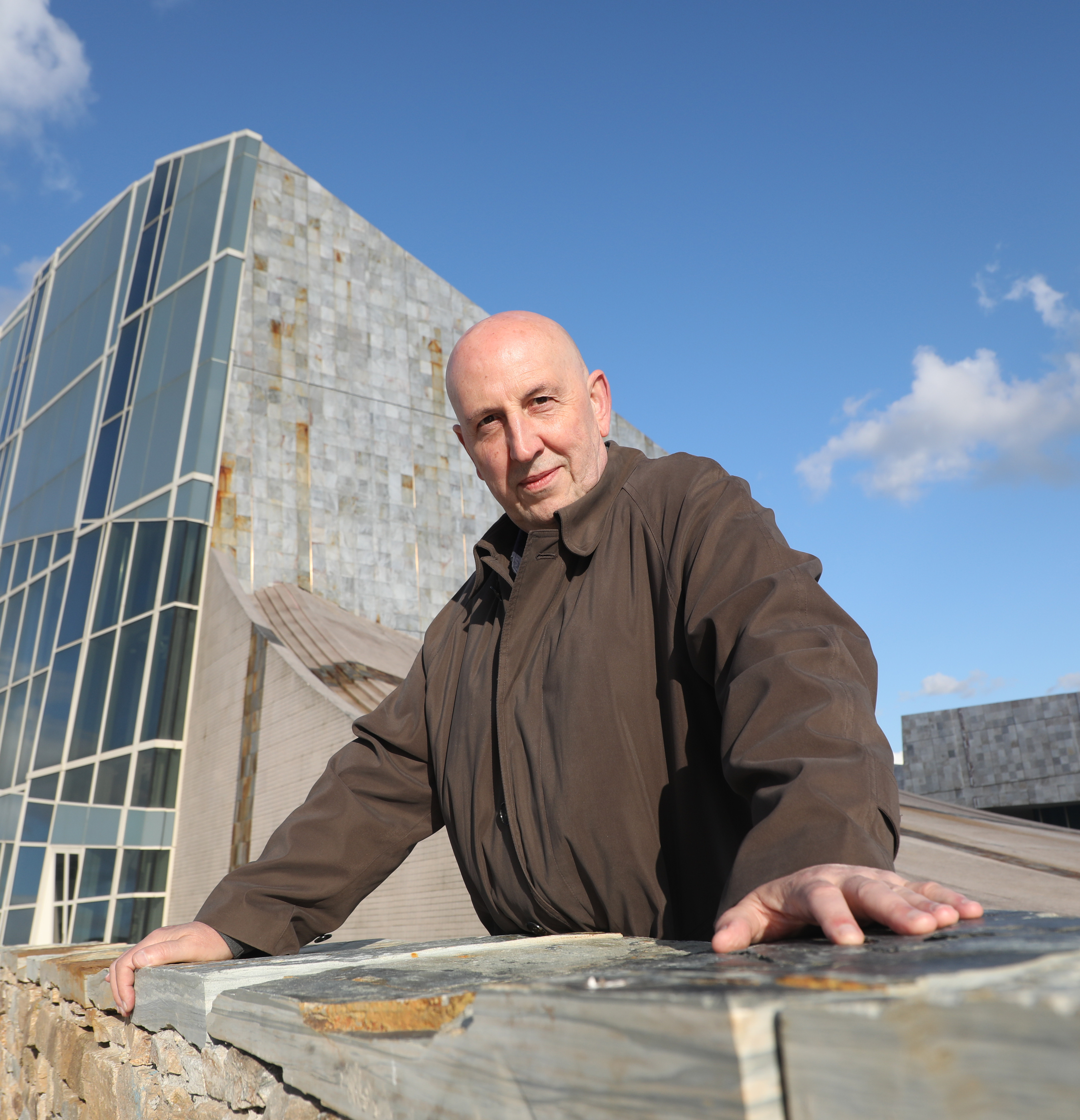
Carlos Henrique Fernández Coto en la Cidade da Cultura

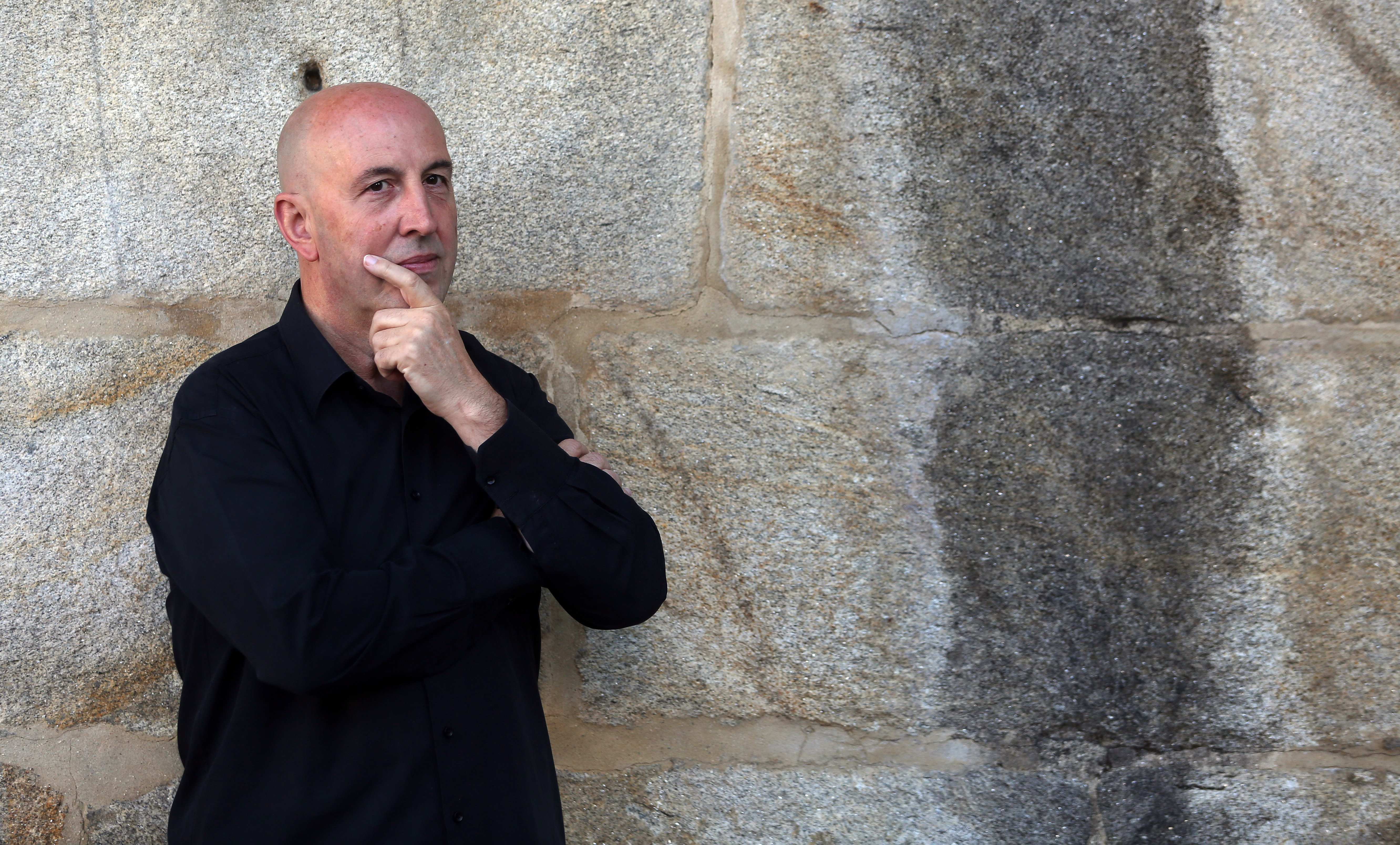
Carlos Henrique Fernández Coto

Carlos Henrique Fernández Coto (La Estrada, 1960) es un arquitecto español especializado en patrimonio cultural, rehabilitación y regeneración urbana.

## Trayectoria
Carlos Fernández Coto es arquitecto por la Universidad de Santiago de Compostela desde 1988 y doctor arquitecto especialista en urbanismo y restauración arquitectónica por la Universidad de La Coruña. Entre otras formaciones de especialización realizó un máster en restauración arquitectónica y la formación reglada de agente de la propiedad inmobiliaria.
Ha trabajado como arquitecto municipal de Puebla del Caramiñal hasta 1999, fue secretario técnico del Colegio Oficial de Arquitectos de Galicia (1999-2009) y desde 2010 es director de la Oficina de Rehabilitación de Rianjo.
Fernández Coto promueve la difusión y protección del patrimonio cultural, arquitectónico, urbano e inmaterial de Galicia desde diferentes foros y actividades. Así, es presidente de la asociación para a defensa del patrimonio cultural gallego, presidente de la federación de alfombristas de Arte efímero de Galicia, presidente de la Red internacional Horrea y vocal en la asociación para la defensa del turismo consciente.
Desde 1988 trabaja como arquitecto en su despacho profesional y en ALFORO, empresa de la que es socio cofundador y director ejecutivo. Ha diseñado edificios en España y Portugal, entre otros, diversos edificios para empresas como Caramelo, Sondeos del Norte o Eurográficas, la pasarela peatonal de la Ciudad de la Cultura de Galicia, el pabellón sobre la candidatura de la Torre de Hércules a Patrimonio de la Humanidad.

## Trayectoria profesional como arquitecto
Una vez terminada la carrera, en el año 1988 abrió su primera oficina de arquitectura en Perillo-Oleiros, que conservó durante 10 años y amplió a Betanzos.
En el año 2012 cofunda la empresa ALFORO, que además de arquitectura y rehabilitación, redacta tasaciones de todo tipo de bienes muebles e inmuebles, así como peritajes en catorce especialidades
Ha diseñado edificios en España y Portugal, principalmente edificios corporativos para empresas y viviendas unifamiliares, tanto en Galicia como en Cantabria, País Vasco y Madrid
Cabe destacar los siguientes:
- ABN PIPE: El primer almacén robotizado de Europa, situado en A Coruña
- MEDINA ON: Parque empresarial ecológico y sostenible, en Medina del Campo
- Eurográficas: Empresa de artes gráficas, en Santiago de Compostela
- Sondeos del Norte: Empresa situada en A Coruña
- Fábrica del diseñador de moda Caramelo, en A Coruña
- Restauración del edificio Cabanela, en la Fuente de San Andrés, A Coruña, obra del prestigioso arquitecto modernista Julio Galán Carbajal en 1911
- Pasarela peatonal de la Ciudad de la Cultura de Galicia
- Pabellón efímero para promover la candidatura de la Torre de Hércules a Patrimonio de la Humanidad.3
- Recuperación de una casa marinera como oficina de turismo de A Pobra do Caramiñal

## Trayectoria en el sector público
Entre los años 1997 y 1999 desempeñó sus funciones como arquitecto municipal del Ayuntamiento de Pobra do Caramiñal en materia de urbanismo y patrimonio.
Entre los años 1999 y 2009 fue el Arquitecto de Control y Secretario Técnico del Colegio Oficial de Arquitectos de Galicia, en la Praza da Quintana, Santiago de Compostela
Desde el año 2010 es el responsable y director de la Oficina de Rehabilitación de Rianjo.1
También es el responsable en Galicia del Observatorio 3R

## Actividad asociativa y activista
Conocido también como Carlos Coto, promueve la difusión y protección del patrimonio cultural, arquitectónico, urbano e inmaterial de Galicia desde diferentes foros y actividades.45
- Presidente de la Asociación para a defensa do Patrimonio Cultural Galego (apatrigal) desde 2016 [patrimonio cultural,67
- Presidente de la Red Internacional de Graneros Elevados Tradicionales (HORREA) desde 2023
- Presidente de la Federación de Alfombristas de Galicia, desde 2023 [alfombristas de arte efímero de Galicia,8
- Secretario de la Asociación de Alfombristas de A Estrada
- Con la escritora Helena Villar Janeiro emprendió la petición al Presidente de la Xunta de Galicia para que las obras de arte de las Cajas de Ahorros de Galicia fuesen declaradas Bien de Interés Cultural
- Columnista especializado en el periódico La Voz de Galicia (Sección áurea)
- Miembro cofundador de la Red internacional Horrea, de la Unión por el Patrimonio y de la Rede do Patrimonio Cultural de Galicia
- Creador de las marcas "Maltrato da paisaxe" y "Canibalismo urbanístico"

## Conferencias impartidas
• Canibalismo na arquitectura galega (A Pobra do Caramiñal, 2001)
• Plans urbanísticos (Ribeira, 2002). Asociación Ribeirense de Empresarios 
• Plan xeral (A Pobra do Caramiñal, 2005)
• A tranquila sinerxía da renovación urbana (Rianxo, 2014). Curso de verano de la UdC
• El patrimonio como esencia de nuestra memoria (Poio, 2015). Conferencia inaugural del Curso de la Escuela de Canteiros de Poio
• O novo paradigma na transmisión da memoria colectiva a través do patrimonio (Verín, 2015). Concello de Verín
• A importância da consciencializaçâo e da manutençâo e respeito pelo nosso património na Euro-Regiâo (Penafiel, Portugal 2015)
• Fortalezas, debilidades y paradigmas para la transmisión de la memoria colectiva gallega a través de su patrimonio (Morella, 2016). Hispania Nostra
• A paisaxe construída (Museo do Pobo Galego, Santiago de Compostela, 2017)
• O patrimonio define a identidade (Mugardos, 2017)
• La cultura, siempre en silencio (Málaga, 2017). Hispania Nostra
• Urbanismo y reciclaje (Muros, Noia, Porto do Son, 2017). Foro Voz, La Voz de Galicia
• Peonalización (Ribeira, 2018). Foro Voz, La Voz de Galicia
• Urbanismo, patrimonio, identidade (Marín, 2018)
• Sinergias de regeneración urbana (Ribeira, 2018). Fundación RIA
• O patrimonio que non vemos (Bueu, 2019). Museo Massó
• Urbanismo é patrimonio (Vilalba, 2019). Instituto de Estudos Chairegos
• A paisaxe da ría, identidade e sustentabilidade (Noia, 2019). Foro Voz, La Voz de Galicia
• Rianxo. Lei de rehabilitación (Santiago, 2019). Museo das Peregrinacións
• O patrimonio (case) perdido (A Cañiza, 2019)
• Gestión territorial participativa. Activismo urbanístico (Santiago, 2019). Máster en planificación y gestión del desarrollo territorial (USC)
• [des] Orgullosos da nosa historia? (Ribadeo, 2020). Concello de Ribadeo
• El patrimonio que no vemos (Bueu, 2020). Concello de Bueu
• Cabazos. Patrimonio da humanidade (Ponteceso, 2021)
• A taberna virtual (Campolameiro, 2021). Parque arqueolóxico de arte rupestre
• Horros, cabazos, espigueiros: de Candás a la Unesco (Candás-Carreño, 2021)
• Galicia es nuestro universo (Salamanca, 2022). Casa de Galicia en Salamanca
• Fondos europeos Next Generation para o patrimonio (Barro, 2022)
• Galicia es nuestro universo (San Sebastián, 2023). Casa de Galicia en Gipúzkoa
• Orgullosos da nosa historia (Cee, 2023). Fundación Fernando Blanco
• Patrimonio somos nós (Villagarcía de Arosa, 2024). VII Congreso In-Xurga
• Rianxo 1923-2023 (Terreboredo, La Estrada, 2024). O mar en terra
• El patrimonio que no se ve (San Sebastián, 2024). Okendo Kultur Etxea
• O patrimonio invisible (Vilalba, 2024). Instituto de Estudos Chairegos 
• Transformación de la arquitectura popular del noroeste peninsular (Peneda, Portugal 2024). INTBAU 
• La cara oculta de la Arquitectura (Villalba, 2024). Xornadas sobre patrimonio inmaterial  
• Patrimonio que une a Galicia e norte de Portugal (La Estrada, MOME, 2025)
• La Arquitectura del Pan (Vila do Conde, Portugal). Jornadas ibéricas de molinología 

## Reconocimientos y premios
- Premio Terza en la Bienal de Venecia por la restauración del centro histórico de Padua
- Premio por la urbanización en As Burgas de Ourense, realizada en colaboración con Xosé Manuel Casabella
- 2019 Medalla de oro europea al mérito al trabajo.[1]
- Premio xornalístico Manuel Reimóndez Portela
- Premio del Hórreo Asturiano (2024, IV edición). Asociación del Hórreo Asturiano